# Сурженко, Роман Игоревич
Роман Игоревич Сурженко (6 октября 1972, Таганрог) — российский художник-иллюстратор, художник комиксов.

## Биография
Роман Сурженко родился 6 октября 1972 года в Таганроге.
Рисовать начал с раннего детства. В возрасте 9 лет ему в руки попало «Практическое руководство юного художника», по которому он начал самостоятельно учиться. Специального художественного образования Роман Сурженко не имеет.
Окончил Таганрогский государственный радиотехнический университет.
В 2011 году получил Гран-при фестиваля «КомМиссия» за свою работу «Шестой».

## Профессиональные награды
- 2009 — Приз фестиваля «КомМиссия» в номинации «Альбом года» (альбом «Азарт»).
- 2011 — Гран-при фестиваля «КомМиссия» («Шестой»).